# Msangia larvoides
Msangia larvoides är en kräftdjursart som beskrevs av Becescu 1977. Msangia larvoides ingår i släktet Msangia och familjen Pagurapseudidae. Inga underarter finns listade i Catalogue of Life.